# Fritz Matthews
Fritz Matthews (* 20. Jahrhundert) ist ein US-amerikanischer Stuntman, Schauspieler und Filmproduzent.

## Leben
Matthews war Stuntman und Stuntkoordinator, bevor er als Schauspieler in Erscheinung trat. Gemeinsam mit David Campbell, Ted Prior und William Zipp gehörte er zu einem festen Cast, der häufig in den Filmen von David A. Prior auftrat.
In den meisten Filmen, in denen er mitwirkte, hatte er mehrere Funktionen. So war er beispielsweise für die Stuntkoordination zuständig, hatte aber auch eine Filmrolle inne. Ende der 1980er Filme trat er in sieben Filmen als Filmproduzent in Erscheinung. Er wirkte ausschließlich in Actionfilmen mit. Seine bekannteste Rolle ist die des Lt. Thornton in Tödliche Beute. Gut 27 Jahre später verkörperte er den Zwillingsbruder des Charakter 2013 in Tödliche Beute 2.

## Filmografie (Auswahl)

### Stunts
- 1987: Aerobicide (Killer Workout)
- 1987: Tödliche Beute (Deadly Prey) (Koordinator)
- 1987: Death Squad (Koordinator)
- 1988: Chase – Tödliches Spiel (Death Chase) (Koordinator)
- 1989: Tödliche Fäuste (Hardcase and Fist)

### Schauspiel
- 1985: Kill Zone
- 1987: Aerobicide (Killer Workout)
- 1987: Tödliche Beute (Deadly Prey)
- 1988: Operation Warzone
- 1988: Hell on the Battleground
- 1989: Born Killer
- 2013: Tödliche Beute 2 (Deadliest Prey)

### Produzent
- 1988: Night Wars – Tödliche Träume (Night Wars)
- 1988: Operation Warzone
- 1988: Hell on the Battleground
- 1989: Jungle Patrol
- 1989: Deadly Reactor
- 1989: The Bounty Hunter
- 1989: Born Killer